# Jean-Delphin Alard

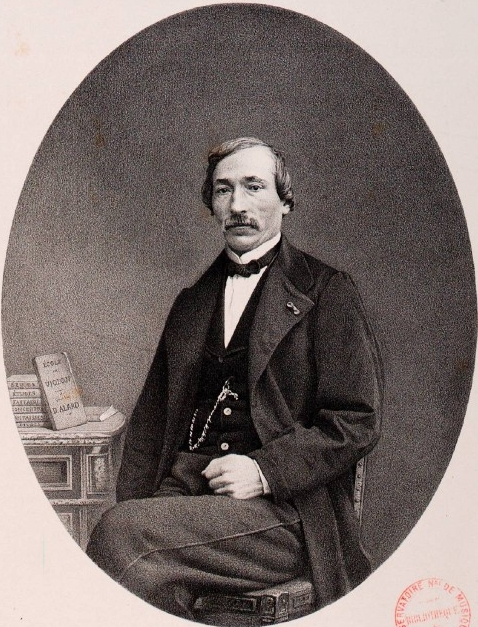
Jean-Delphin Alard

Jean-Delphin Alard (* 8. März 1815 in Bayonne; † 22. Februar 1888 in Paris) war ein französischer Violinist und Komponist.

## Leben
Jean-Delphin Alard verblüffte in seiner Heimatstadt das Publikum, als er mit 10 Jahren ein Violinkonzert von Giovanni Battista Viotti aufführte. Alard studierte ab dem 12. Lebensjahr bei François-Antoine Habeneck am Pariser Konservatorium, wo er in nur drei Jahren sein Abschlussdiplom erhielt. Bei François-Joseph Fétis nahm er Kompositionsunterricht. Nachdem Niccolò Paganini das Spiel des 16-Jährigen in einer Polonaise von Habeneck gehört hatte, war er derart begeistert, dass er sich äußerte: „wenn so die Schüler spielen, wie müssen dann die Lehrer spielen“. 1843 wurde Alard Nachfolger von Pierre Baillot am Konservatorium, eine Stelle, die er bis 1875 behielt. 1850 wurde er zum Ritter der Ehrenlegion ernannt und 1858 zum Sologeiger der Chapelle impériale Napoleons III. berufen. Während seines Berufslebens gründete er mehrere Kammermusikformationen, mit denen er die gesamte Kammermusik Mozarts und Beethovens dem Pariser Publikum bekannt machte.
Als einer der damals berühmtesten Violinisten Frankreichs war er ein gesuchter Pädagoge, sein bedeutendster Schüler war Pablo de Sarasate.
Alard war der Schwiegersohn des Geigenbauers Jean-Baptiste Vuillaume und erhielt von diesem zwei Violinen zum Geschenk, eine Guarneri del Gesù von 1742 und eine Stradivari von 1715, beide tragen heute den Beinamen „Alard“. Zugleich war er kompetenter Ratgeber bei Vuillaumes Experimenten, den idealen Klang der alten italienischen Geigen zu ergründen und zu kopieren.

## Werk
Jean-Delphin Alard hinterließ eine Vielzahl an Werken für Violine, darunter zahlreiche Etüden, zwei Violinkonzerte, drei Konzertante Sinfonien für zwei Violinen und Orchester und zahlreiche Fantasien für Violine und Klavier. Eine Sammlung von 56 Stücken, die unter dem Titel Maitres classiques du violon veröffentlicht wurden. Ebenso schuf er eine progressive Violinschule mit 24 Capriccios, die alle in unterschiedlichen Tonarten gesetzt sind. François-Joseph Fétis sah in ihm den bedeutendsten Vertreter des hochromantischen französischen Violinspiels.

## Instrumente
Verschiedene Instrumente, die Alard gespielt hat oder in seinem Besitz waren.
- Antonio & Girolamo Amati von 1603
- Nicolò Amati von 1645
- Nicolò Amati, die „Alard Amati“ von 1649
- Antonio Stradivari, die „Alard-Baron Knoop Stradivari“ von 1715
- Antonio Stradivari, die „Messiah Stradivari“ von 1716
- Giuseppe Guarneri „Alard Guarneri del Gesù“ 1742
- Jean-Baptiste Vuillaume, Kopie der Alard Stradivari von 1860